# Eskidere
Eskidere is een dorp in het Turks district İmranlı in de provincie Sivas. Het dorp ligt ongeveer 10 km ten noordoosten van de stad İmranlı en 123 km ten noordoosten van de stad Sivas. Het dorp is een van de twee - samen met Piredede - religieus gemengde dorpen in İmranlı: er wonen naast alevitische Zaza, die uit de regio Dersim zijn gekomen, ook soennitische Turken, die oorspronkelijk uit de Kaukasus afstammen. De Koerdische naam van het dorp is Pewzuran.

## Bevolking
Sinds de jaren zestig kampt het dorp met een bevolkingsafname. Het overgrote deel van de oorspronkelijke inwoners is geëmigreerd naar grotere Turkse steden, zoals Istanboel, Ankara of Bursa, of naar landen in West-Europa. De laatste jaren stijgt het inwonertal weer licht, vooral als gevolg van remigratie van oudere inwoners. 
| Jaar | Totaal | Mannen | Vrouwen |
| ---- | ------ | ------ | ------- |
| 2020 | 46     | 20     | 26      |
| 2012 | 16     | 7      | 9       |
| 2007 | 17     | 7      | 10      |
| 1997 | 14     |        |         |
| 1985 | 183    |        |         |
| 1975 | 271    | 141    | 130     |
| 1960 | 334    | 136    | 198     |